# Премия Ассоциации норвежских критиков
Премия Ассоциации норвежских критиков (норв. Kritikerprisen) — норвежская премия, ежегодно вручаемая Ассоциацией норвежских критиков за достижения в различных областях искусства.

## Литературная премия
Литературный отдел Ассоциации норвежских критиков ежегодно присуждает четыре премии:
- За лучшую книгу для взрослых.
- За лучшую книгу для детей и юношества.
- За лучший перевод.
- Литературный критик года.

### Лауреаты литературной премии

#### За лучшую книгу для взрослых[2]

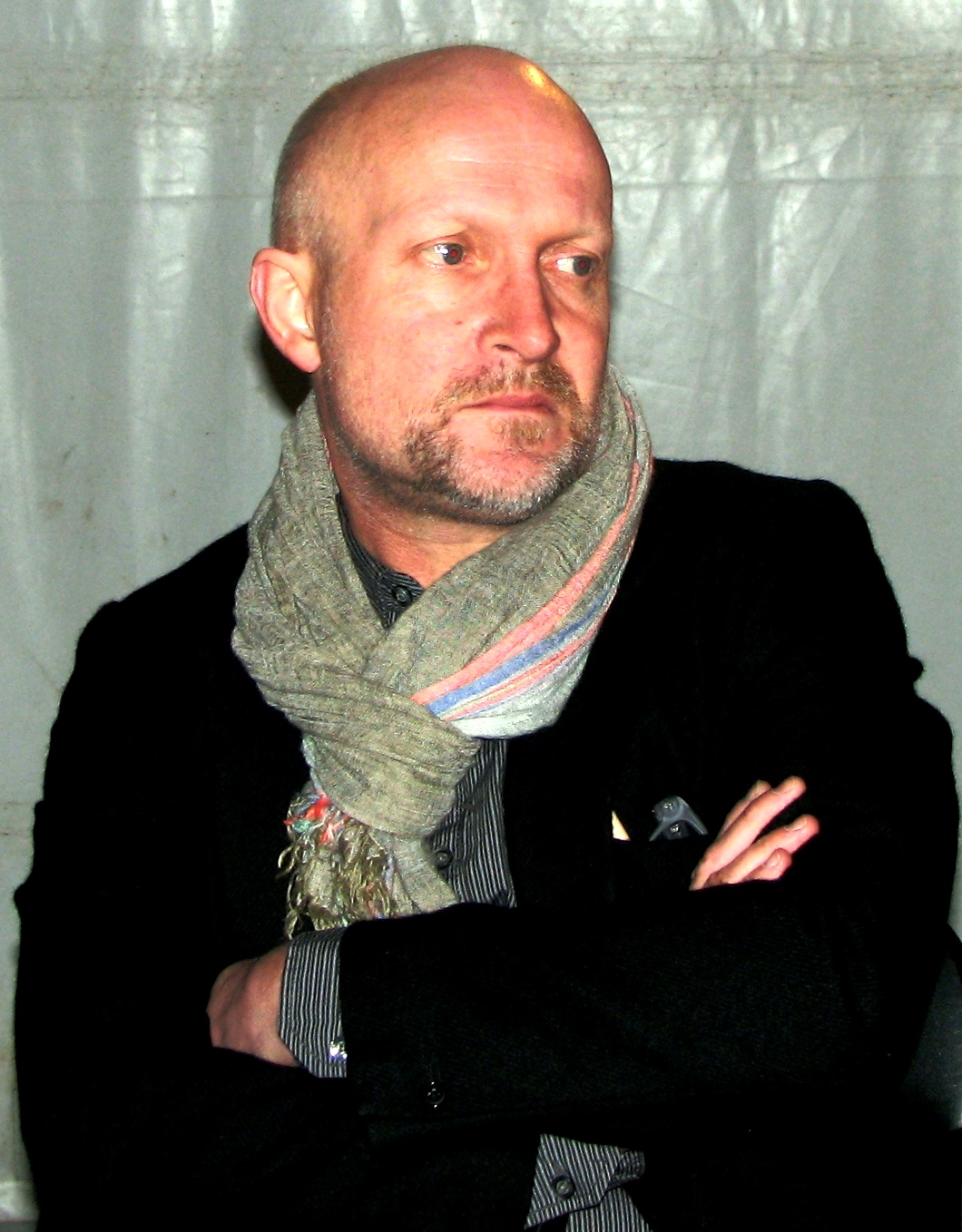
Ларс Соби Кристенсен, лауреат премии «За лучшую книгу для взрослых» 1988 года

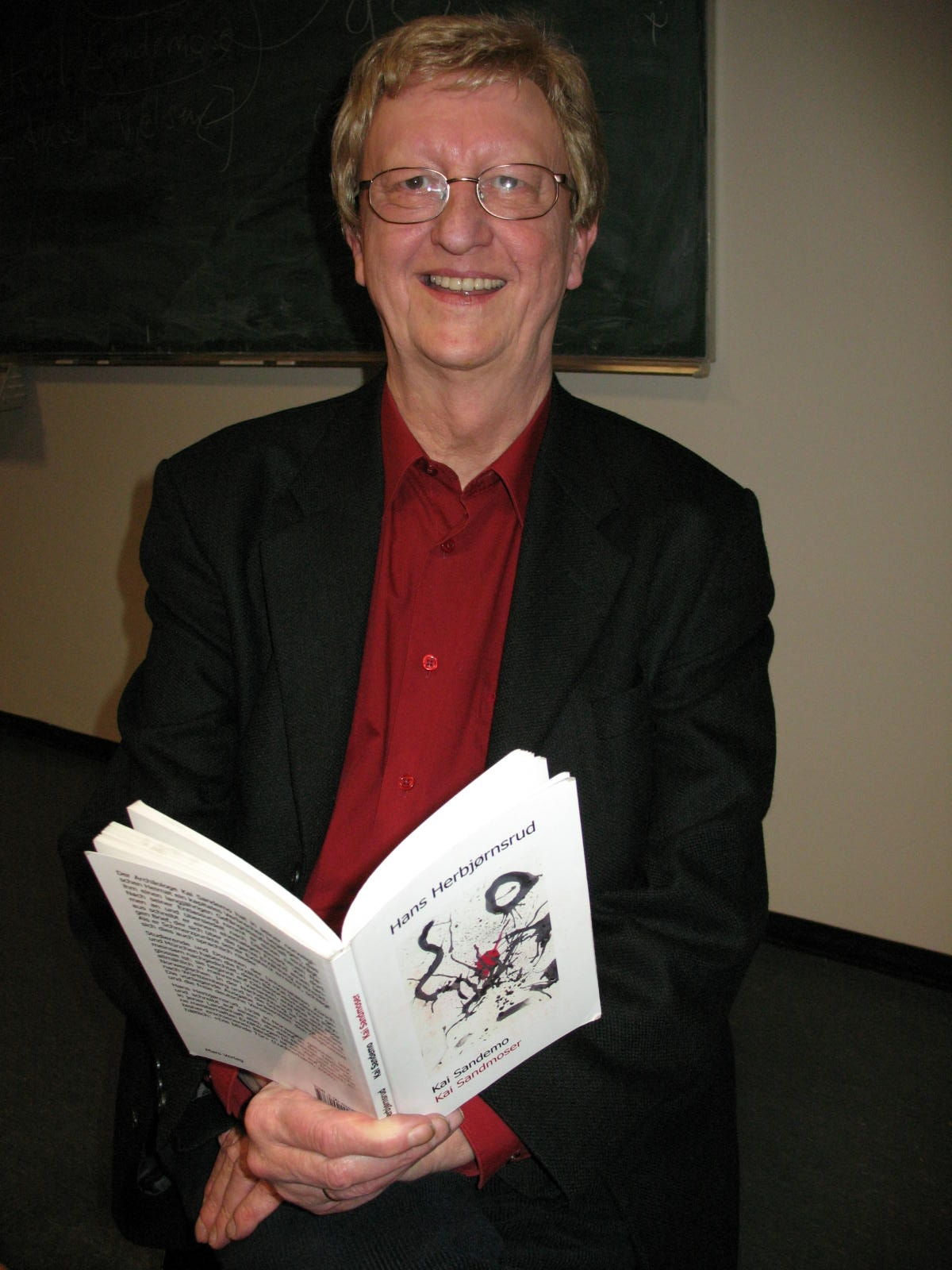
Ханс Хербьёрнсрюд, лауреат премии «За лучшую книгу для взрослых»1997 года

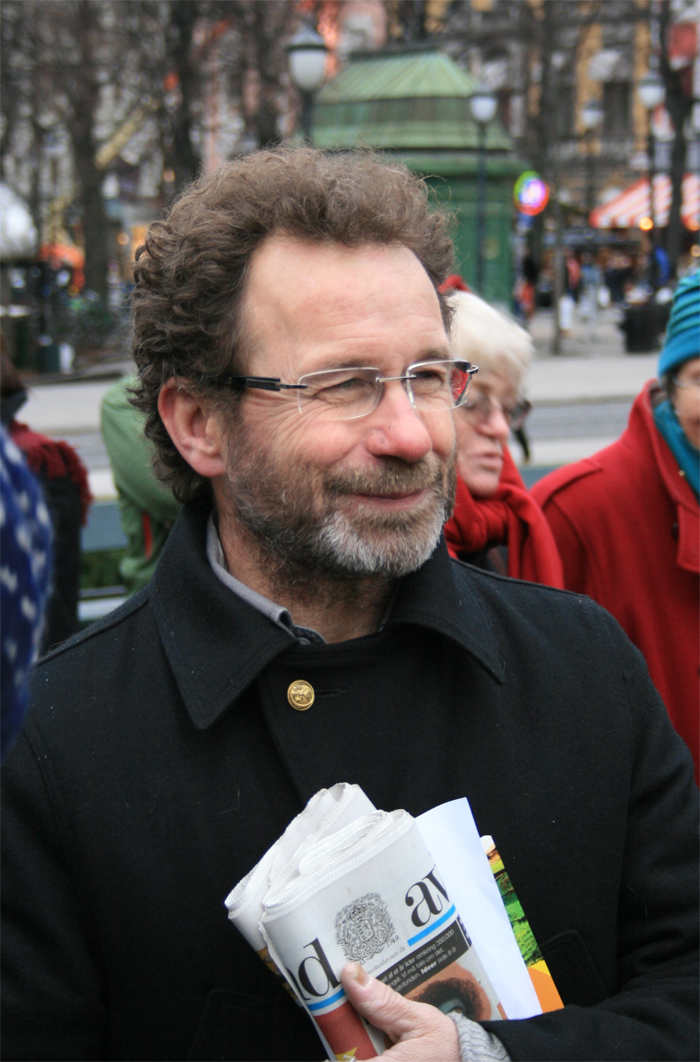
Пер Петтерсон, лауреат премии «За лучшую книгу для взрослых» 2003 и 2008 годов

- 1950 — Турборг Недреос за Trylleglasset
- 1951 — Сигурд, Эвенсму за трилогию Grenseland, Flaggermusene и Hjemover
- 1952 — Рагнвальд Скреде[норв.] за I open båt på havet
- 1953 — Эгиль Расмуссен[норв.] за Sonjas hjerte
- 1954 — Коре Холт[норв.] за Mennesker ved en grense
- 1955 — Юхан Борген за трилогию «Маленький лорд» (норв. Lillelord)
- 1956 — Тур Юнссон[норв.] — посмертно
- 1957 — Эмиль Бойсон[норв.] за Gjenkjennelse
- 1958 — Харальд Свердруп[норв.] за St. Elms ild
- 1959 — Гюннар Бюлль Гундерсен[норв.] за Martin
- 1960 — Ролф Якобсен за сборник стихотворений «Письмо к свету» (норв. Brev til lyset)
- 1961 — Улав Хауге[норв.] за På Ørnetuva
- 1962 — Бергльот Хубек Хафф[норв.] за Bålet
- 1963 — Стейн Мерен за Mot en verden av lys
- 1964 — Астрид Хьертенес Андерсен[норв.] за Frokost i det grønne
- 1965 — Альфред Хауге[норв.] за трилогию Cleng Peerson
- 1966 — Петер Рёвде Хольм[норв.] за Befrielser
- 1967 — Астрид Туллефсен[норв.] за Hendelser
- 1968 — Альнес, Финн[норв.] за Gemini
- 1969 — Даг Сульстад за Irr! Grønt!
- 1970 — Ханс Бёрли за Isfuglen
- 1971 — Гунвор Хофмо за Gjest på jorden
- 1972 — Пол Брекке[норв.] за Aftenen er stille
- 1973 — Йенс Бьёрнебу за Stillheten
- 1974 — Эдвард Хуэм за Kjærleikens ferjereiser
- 1975 — Сигбьёрн Хёльмебак за Karjolsteinen
- 1976 — Рольф Саген[норв.] за Mørkets gjerninger
- 1977 — Карл Фредрик, Энгельстад[норв.] за Størst blant dem
- 1978 — Одд Эйдем[норв.] за Cruise
- 1979 — Бьёрг Вик[норв.] за En håndfull lengsel
- 1980 — Хьяртан Флёгстад за Fyr og flamme
- 1981 — Хербьёрг Вассму за роман «Дом с закрытой верандой» («Дом со стеклянной верандой») (норв. Huset med den blinde glassveranda)
- 1982 — Оге Рённинг[норв.] за Kolbes reise
- 1983 — Хьелль Аскильдсен за "Thomas F’s siste nedtegnelser til allmennheten
- 1984 — Ян Хьерстад за Homo Falsus
- 1985 — Тур Оге Брингсвярд[норв.] за GOBI barndommens måne
- 1986 — Карл Фредрик, Энгельстад[норв.] за De levendes land
- 1987 — Одд Квол Педерсен[норв.] за Narren og hans mester
- 1988 — Ларс Соби Кристенсен за роман «Герман» (норв. Herman)
- 1989 — Рой Якобсен[норв.] за Det kan komme noen
- 1990 — Пол-Хельге Хауген[норв.] за Meditasjonar over Georges de La Tour
- 1991 — Хьелль Аскильдсен за Et stort øde landskap
- 1992 — Даг Сульстад за Ellevte roman, bok atten
- 1993 —  Эйстейн Лённ за Thranes metode og andre noveller
- 1994 — Тургейр Шервен[норв.] за Omvei til Venus
- 1995 — Ларс Амюнн Воге[норв.] за Rubato
- 1996 — Бергльот Хубек Хафф[норв.] за Skammen
- 1997 — Ханс Хербьёрнсрюд за Blinddøra
- 1998 — Карл Уве Кнаусгор за Ute av verden
- 1999 — Даг Сульстад за T. Singer
- 2000 — Юнни Халберг[норв.] за Flommen
- 2001 — Рагнар Хувланн[норв.] за Ei vinterreise
- 2002 — Мерете Моркен Андерсен[норв.] за Hav av tid
- 2003 — Пер Петтерсон за роман «Пора уводить коней» (норв. Ut og stjæle hester)
- 2004 — Эйвинд Римберейд[норв.] за Solaris korrigert
- 2005 — Туре Эрик Лунд[норв.] за Uranophilia
- 2006 — Хьяртан Флёгстад за Grand Manila и Труде Марстейн[норв.] за Gjøre godt
- 2007 — Карл Фруде Тиллер за Innsirkling
- 2008 — Пер Петтерсон за Jeg forbanner tidens elv
- 2009 — Томас Эспедаль[норв.] за Imot kunsten
- 2010 — Беате Гримсрюд[норв.] за En dåre fri
- 2011 — Мерете Линдстрём за роман «Дни в истории тишины[англ.]» (норв. Dager i stillhetens historie)[3]

#### За лучшую книгу для детей и юношества[4]
- 1978 — Эйнар Экланн[норв.] за Sikk Sakk.
- 1979 — Турмуд Хауген за Joakim.

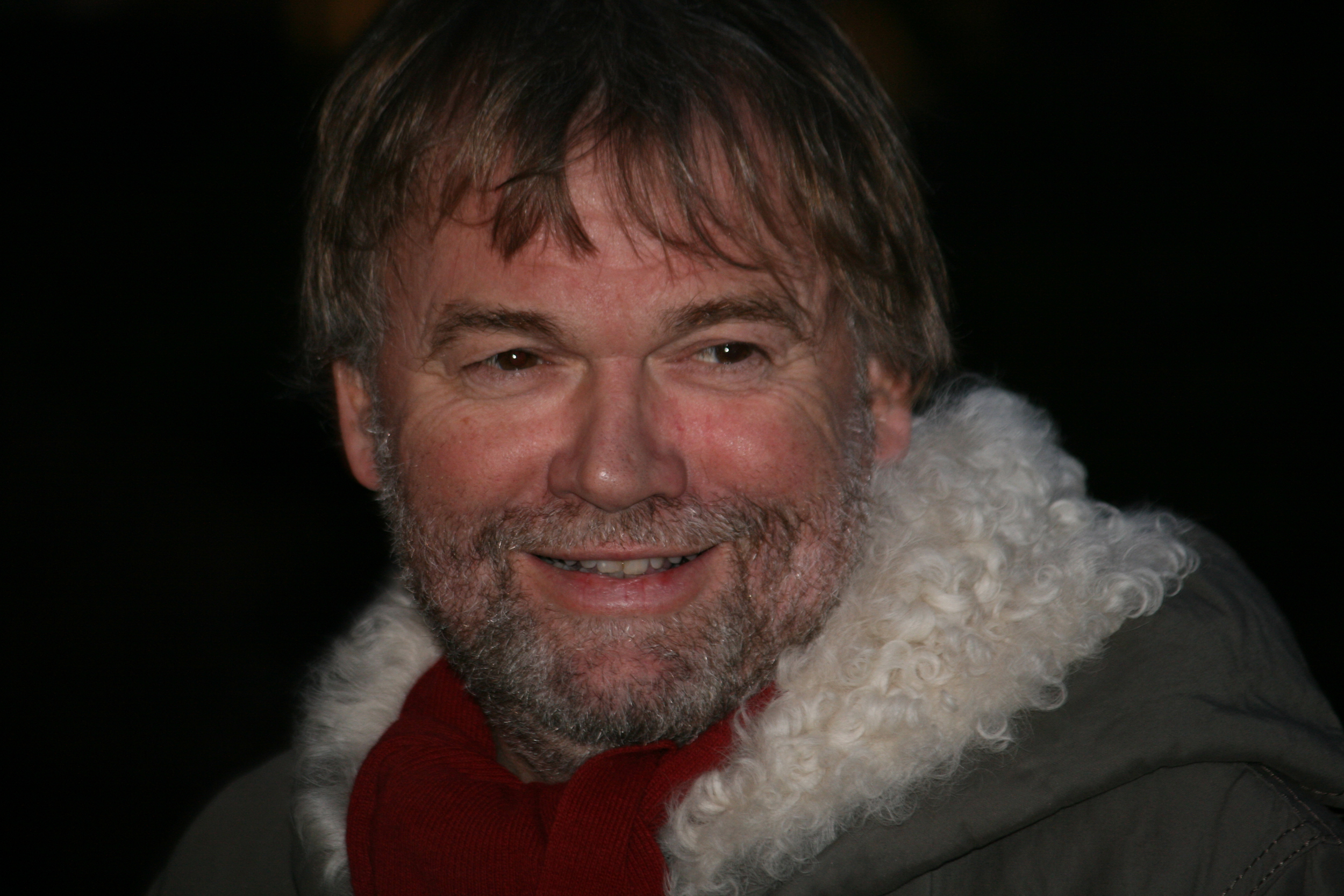
Юстейн Гордер, лауреат премии «За лучшую книгу для детей» 1990 года

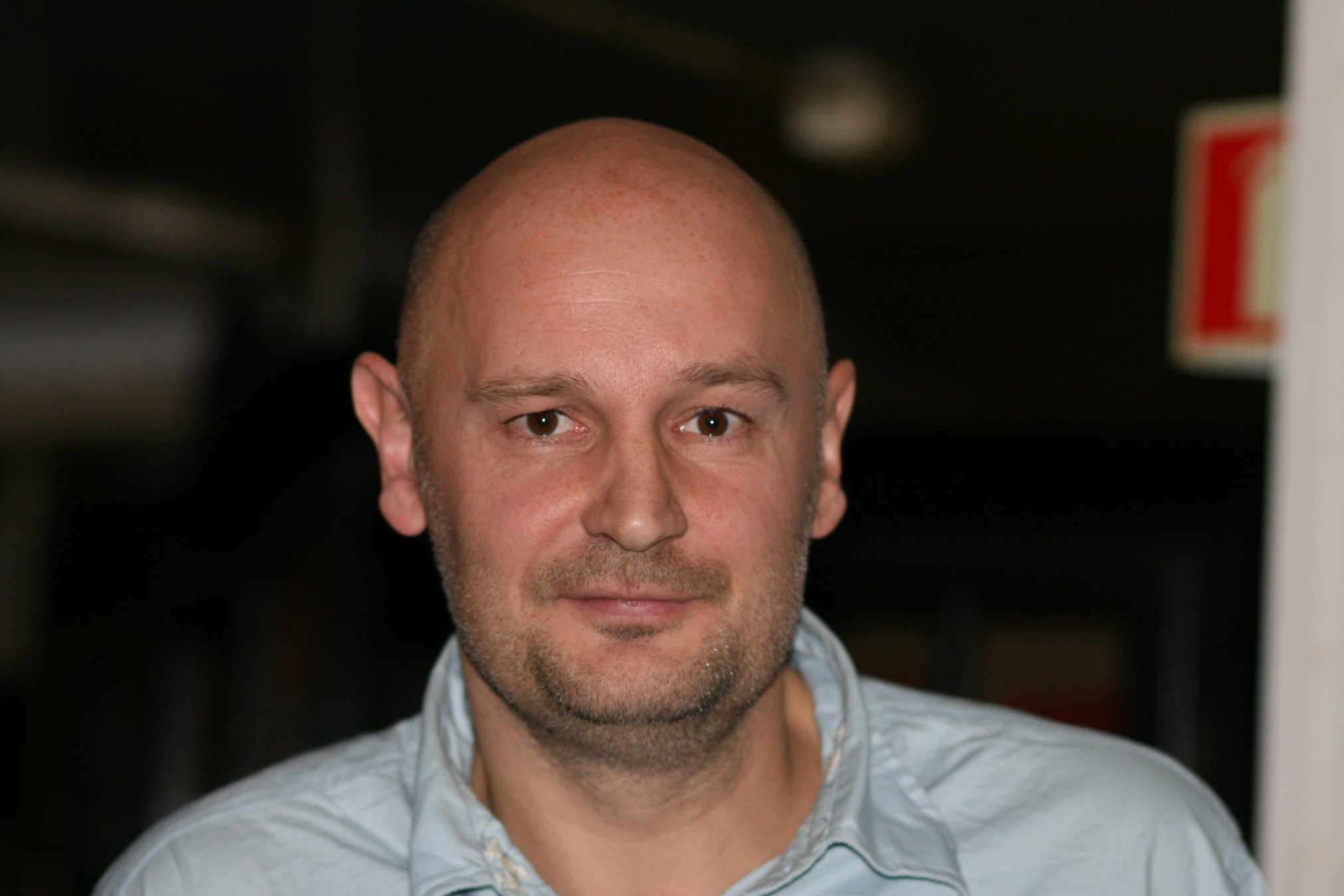
Эрленд Лу, лауреат премии «За лучшую книгу для детей» 1998 года

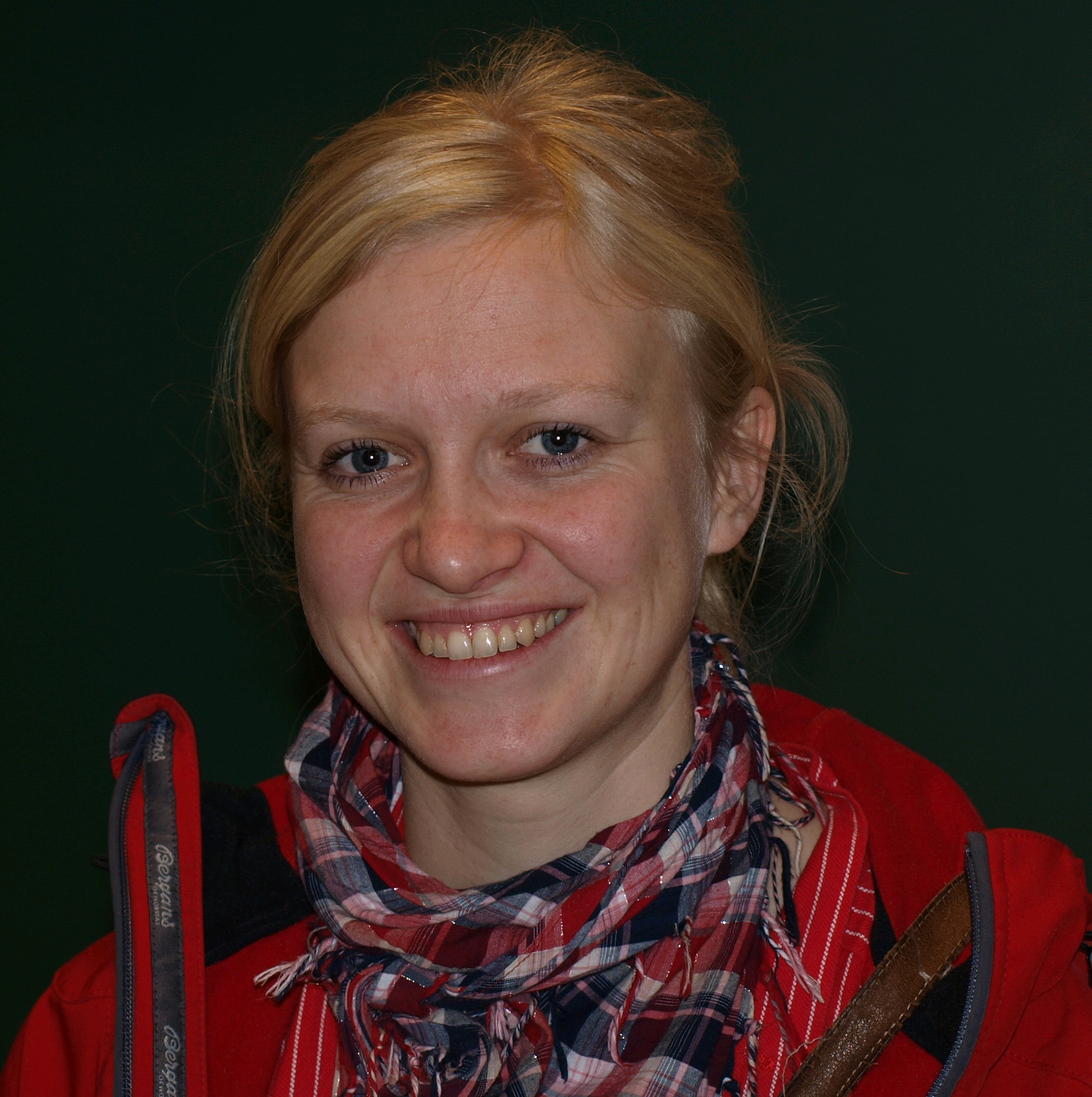
Мария Парр, лауреат премии «За лучшую книгу для детей» 2009 года

- 1980 — Туриль Торстад Хаугер за Det kom et skip til Bjørgvin i 1349.
- 1981 — Арнльёт Эгген[норв.] за Den lange streiken.
- 1982 — Пер Кнутсен[норв.] за Gull og Sølv.
- 1983 — Юхан Фредрик Грёгор[норв.] за Jeg, Wilhem, 13 år.
- 1984 — Вигдис Йорт за Jørgen + Anne = sant.
- 1985 — Метте[норв.] и Филип Ньют[норв.] за Soldreperen.
- 1986 — Тур Фретхейм[норв.] за Englene stanser ved Eventyrbrua.
- 1987 — Арне Русет[норв.] за Aldri aleine.
- 1988 — Матис Матисен[норв.] за Ismael.
- 1989 — Клаус Хагерюп[норв.] за Landet der tiden var borte.
- 1990 — Юстейн Гордер за «Таинственный пасьянс» (норв. Kabalmysteriet).
- 1991 — Хельга Гунериус Эриксен за Finn Inga!
- 1992 — Арне Берггрен[норв.] за Stillemannen — historien om et drap.
- 1993 — Лайла Стиен[норв.] за Å plukke en smørblomst.
- 1994 — Уни Линделл[норв.] за Sugemerket.
- 1995 — Метте Ньют[норв.] за Det mørke lyset.
- 1996 — Руни Белсвик[норв.] за Dustefjerten og den store vårdagen.
- 1997 — Рённауг Клайва[норв.] за Ikkje gløym å klappe katten.
- 1998 — Эрленд Лу за «Курт, куда идёшь?» (норв. Kurt – Quo vadis?).
- 1999 — Эрна Усланн за Salamandarryttaren.
- 2000 — Анне Грете Холлюп[норв.] за Engel.
- 2001 — Руни Белсвик[норв.] за Verdas mest forelska par.
- 2002 — Хильде Хагерюп[норв.] за Løvetannsang.
- 2003 — Оскар Стейн Бьёрлюкке[норв.] за Kom til dammen!
- 2004 — Арнфинн Колеруд[норв.] за Den som ikkje har gøymt seg no.
- 2005 — Марианне Хавдал[норв.] за Når traktoren kjem ut er det vår.
- 2006 — Рагнар Хувланн[норв.] за «Fredlaus».
- 2007 — Фам Экман[норв.] за Kall meg onkel Alf.
- 2008 — Бьёрн Сортланн[норв.] за Alle har eit sultent hjerte.
- 2009 — Мария Парр за «Тоня Глиммердал» (норв. Tonje Glimmerdal).
- 2010 — Ю Несбё за Doktor Proktor og verdens undergang. Kanskje.
- 2011 — Карин Кинге Линнбу[норв.] за «Etterpå varer så lenge».

#### За лучший перевод[5]
- 2003 — Сверре Даль[норв.] за «Годы учения Вильгельма Мейстера» (норв. Wilhelm Meisters læreår) Гёте.
- 2004 — Гейр Поллен[норв.] за «Аустерлиц» (норв. Austerlitz) Винфрида Зебальда.
- 2005 — Юханнес Йердокер[норв.] за «Оды II» Горация (норв. Odar av Horats. Andre samling).
- 2006 — Карин Гундерсен за «Жизнь Анри Брюлара» (норв. Henry Brulards liv) Стендаля.
- 2007 — Стиг Сетербаккен[норв.] за Äldreomsorgen i Övre Kågedalen (швед.) (норв. Eldreomsorgen i Øvre Kågedalen) Никанора Тератологена[швед.].
- 2008 — Стейнар Лоне[норв.] за «Ослепительный. Левое крыло» (норв. Orbitor. Venstre vinge) Мирчи Кэртэреску.
- 2009 — Кристина Сулюм[норв.] за Los detectives salvajes (исп.) (норв. Ville detektiver) Роберто Боланьо.
- 2010 — Педро Кармона-Альварес[норв.] и Гуннар Вэрнесс за антологию современной мировой поэзии Verden finnes ikke på kartet. Poesi fra hele verden (норв.).
- 2011 — Мерете Алфсен[норв.] за «The Children's Book» (англ.) А. С. Байетт.

#### Литературный критик года[6]
- 1994 — Хеннинг Хагерюп[норв.]
- 1995 — Атле Кристиансен[норв.]
- 1996 — Гейр Вестад[норв.]
- 1997 — Ингунн Экланн[норв.]
- 1998 — Том Эгиль Вервен[норв.]
- 1999 — Эйстейн Роттем[норв.]
- 2000 — Кендсиор, Нёсте[норв.]
- 2001 — Хьелль Улаф Йенсен[норв.]
- 2002 — Марта Нурхейм[норв.]
- 2003 — Бьёрн Габриэльсен[норв.]
- 2004 — Ане Фарсетхос[норв.]
- 2005 — Эспен Стуэланн[норв.]
- 2006 — Эспен Сёби[норв.]
- 2007 — Анне Шеффер[норв.]
- 2008 — Принос, Анне Мерете[норв.]
- 2009 — Стейнар Сивертсен
- 2010 — Тур Эйстейн Эверос[норв.]
- 2011 — Сюсанне Кристенсен
- 2012 — Кайя Скьервен Моллерин

## Хореографическая, театральная и музыкальная премии
Хореографическая, театральная и музыкальная премии вручаются отделом театра, музыки и танца Ассоциации норвежских критиков за выдающиеся достижения в области норвежской музыки и исполнительского мастерства. Лауреата определяет группа специалистов на ежегодном собрании отдела.

### Лауреаты хореографической премии[8]
- 1976 — Марте Сэтер[норв.]
- 1977 — Эллен Хьелльберг[норв.]
- 1978 — Сиссель Вестнес[норв.]
- 1979 — Фредрик Рюттер[норв.]
- 1980 — Индра Лорентсен[норв.]
- 1981 — Кетиль Гудим[норв.]
- 1982 — Тони Херлуфсон[норв.]
- 1983 — Сёльви Эдвардсен[норв.]
- 1984 — Хьерсти Альвеберг
- 1985 — Гру Ракенг[норв.]
- 1986 — Катрине Смит[норв.]
- 1987 — Брайан Тони[норв.]
- 1988 — Лисе Эгер[норв.]
- 1989 — Юдит Руван Конгсгор
- 1990 — не вручалась
- 1991 — Яне Вединг[норв.]

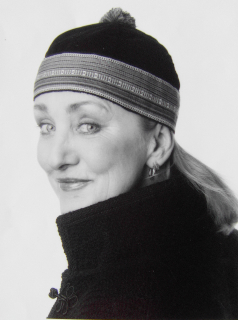
Хьерсти Альвеберг, лауреат хореографической премии 1984 года

- 1992 — Мариус Хьёс и Карстейн Сулли
- 1993 — Нури Рибера
- 1994 — Ингун Бьёрнсгор[норв.]
- 1995 — Арлин Уилкс[норв.]
- 1996 — Лине Алсакер[норв.]
- 1997 — Ю Стрёмгрен[норв.]
- 1998 — Oslo Danse Ensemble под руководством Мерете Лингьярде[норв.]
- 1999 — Рикард Сутти[норв.]
- 2000 — Ингрид Лорентсен[норв.]
- 2001 — Кристине Томассен[норв.]
- 2002 — Хенриетте Слорер[норв.]
- 2003 — Тересе Скауге[норв.]
- 2004 — Майко Нисино[норв.]
- 2005 — Камилла Спидсё
- 2006 — не вручалась
- 2007 — Ина Кристель Юханнессен
- 2008 — Одд Юхан Фритсё[норв.]
- 2009 — Ингун Бьёрнсгорд[норв.]
- 2010 — Кристиан Рууту[9]

### Лауреаты театральной премии

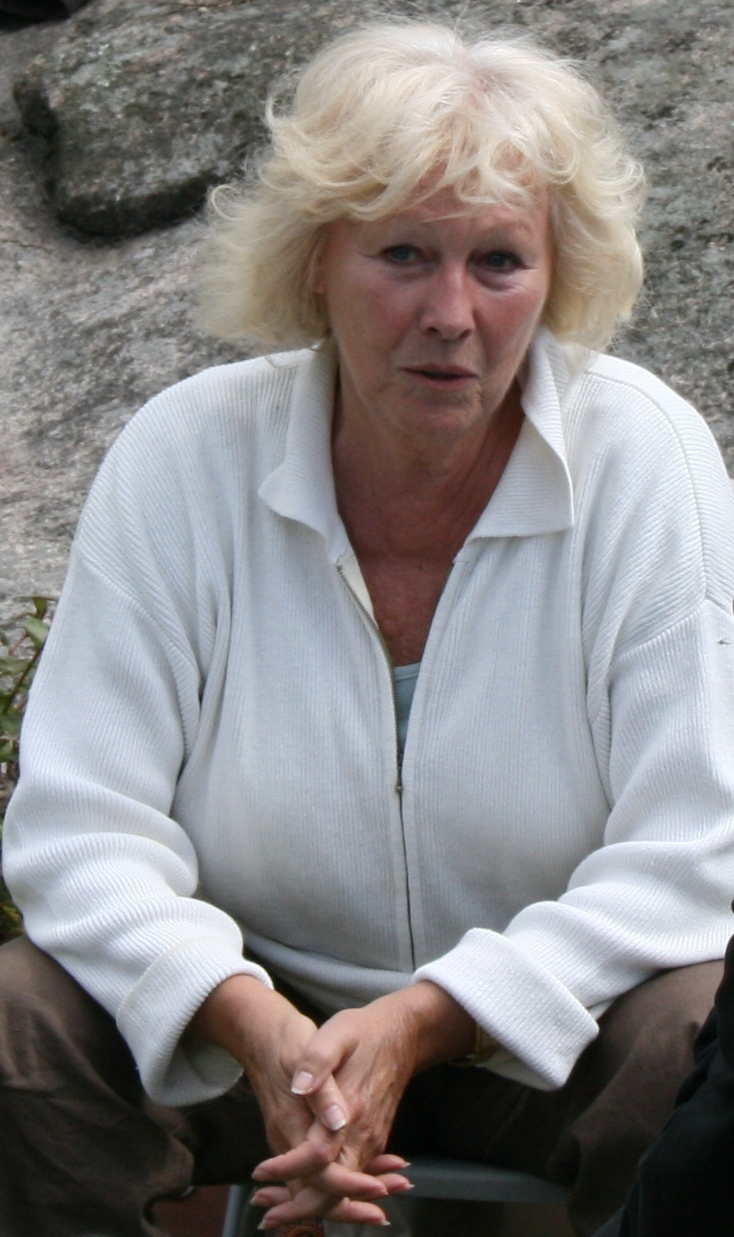
Лисе Фьельстад, лауреат театральной премии 1992 года

### Лауреаты театральной премии[10]
- 1939 — Ларс Твинде[норв.] и Улафр Хавревольд[норв.]
- 1940 — Герд Эгеде-Ниссен[норв.]
- 1941—1945 — не вручалась
- 1946 — Кнут Хергель[норв.] и Ханс Якоб Нильсен[норв.]
- 1947 — Ада Крамм[норв.]
- 1948 — Хелен Бринкманн[норв.]
- 1949 — Осе Бюэ
- 1950 — Герда Ринг[норв.]
- 1951 — Рагнхиль Хальд[норв.]
- 1952 — Аугуст Оддвар
- 1953 — Ула Исене[норв.]
- 1954 — Эспен Шёнберг[норв.]
- 1955 — Стейн Григ Хальворсен[норв.] и Кнут Вигерт[норв.]
- 1956 — Колбьёрн Буэн[норв.]
- 1957 — Рённауг Альтен
- 1958 — Клэс Гилл[норв.]
- 1959 — Элла Валь
- 1960 — Пер Обель
- 1961 — Турдис Маурстад[норв.]
- 1962 — Туральв Маурстад[норв.]
- 1963 — Стрёмстед, Лив[норв.]
- 1964 — Венке Фосс[норв.]
- 1965 — Пер Сундерланн[норв.]
- 1966 — Георг Лёккеберг[норв.]
- 1967 — Лассе Кольстад[норв.]
- 1968 — Эуд Шёнеманн[норв.]
- 1969 — Арне Валентин
- 1970 — Хенки Кольстад[норв.]
- 1971 — Бьярне Андерсен[норв.]
- 1972 — Пол Лёккеберг[норв.]
- 1973 — Франк Роберт[норв.]
- 1974 — Як Фьельстад[норв.]
- 1975 — Бьёрн Эндресон[норв.]
- 1976 — Турмод Скагестад[норв.]
- 1977 — Харальд Хейде Стеен[норв.]
- 1978 — Любош Хруца
- 1979 — Ингебьёрг Сем[норв.]
- 1980 — Бритт Ланглие[норв.]
- 1981 — Стейн Винге[норв.]
- 1982 — Александра Мыскова
- 1983 — Хьерсти Герметен
- 1984 — Гисле Стрёуме[норв.]
- 1985 — Рут Теллефсен[норв.] (отказалась от премии)
- 1986 — Бьёрн Суннквист
- 1987 — Терье Мэрли и Кристиан Эгемар
- 1988 — Терье Стрёмдаль[норв.]
- 1989 — Нильс Уле Офтебру[норв.]
- 1990 — Юрунн Хьелльсбю[норв.]
- 1991 — Эйкему, Юн[норв.]
- 1992 — Лисе Фьельстад
- 1993 — Хельге Хофф Монсен
- 1994 — Свейн Тиндберг[норв.]
- 1995 — Сверре Анкер Оусдаль[норв.]
- 1996 — Нильс Слетта[норв.]
- 1997 — Эвен Стурмоэн[норв.]
- 1998 — Ингве Сюндвор[норв.]
- 1999 — Хьетиль Банг-Хансен[норв.]
- 2000 — Андерс Хатлу[норв.]
- 2001 — Хильдегюнн Эгген[норв.]
- 2002 — Деннис Стурхёй
- 2003 — Лассе Кольсруд[норв.]
- 2004 — Хенрик Рафаэльсен
- 2005 — Эйстейн Рёгер[норв.]
- 2006 — Свен Нурдин[норв.]
- 2007 — Вегард Винге и Ида Мюллер
- 2008 — Эйрик Стюбё[норв.]
- 2009 — Торбьёрн Харр[норв.]
- 2010 — Хейди Йермуннсен Брош[англ.]

### Лауреаты музыкальной премии[11]
- 1947 — Эва Густавсон[норв.]
- 1948 — Эва Прютс[норв.]
- 1949 — Ранди Хельсет[норв.]

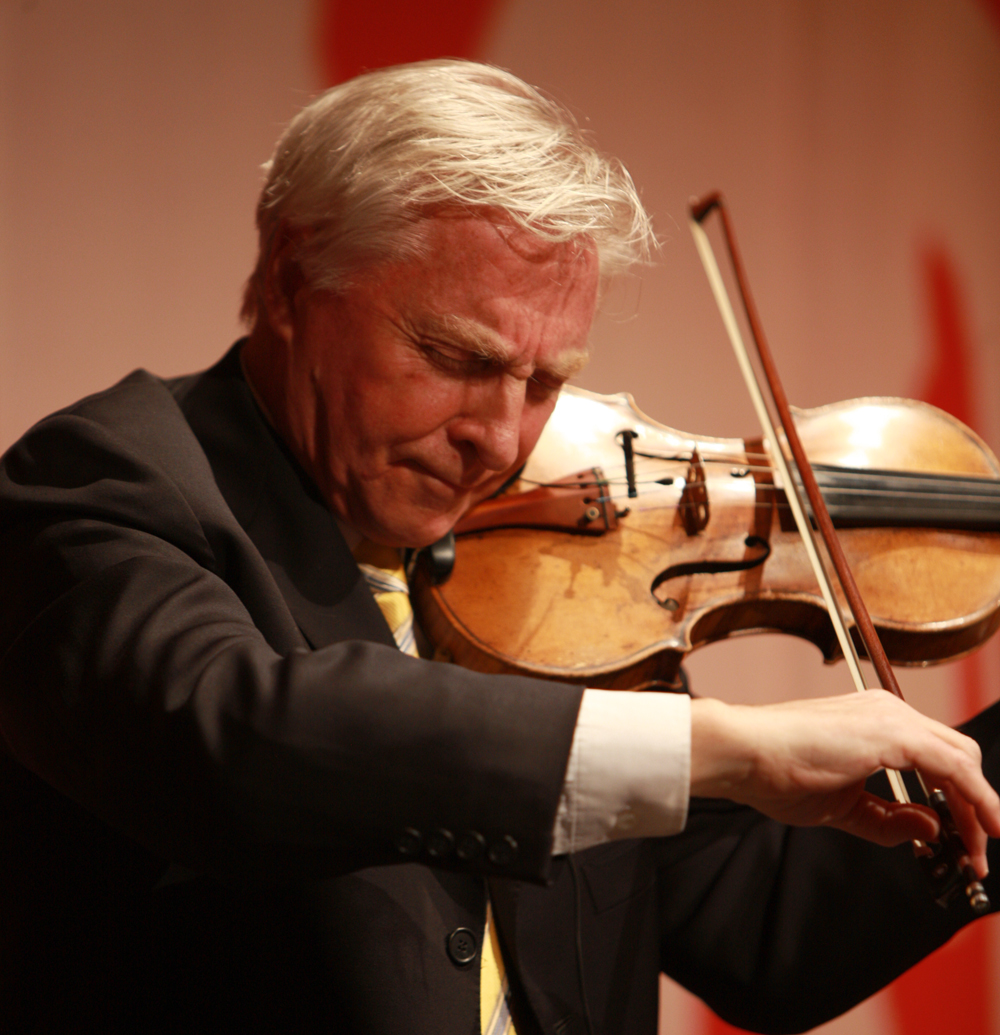
Теллефсен, Арве, лауреат музыкальной премии 1968 года

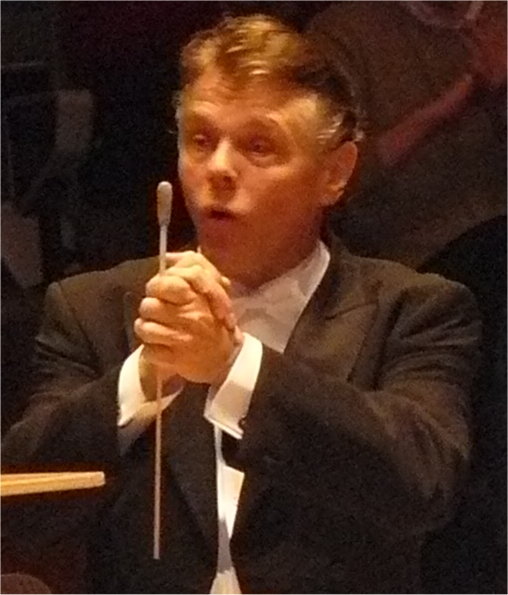
Марис Янсонс, лауреат музыкальной премии 1982 года

- 1950 — Новый норвежский балет (норв. Ny Norsk Ballet) (за хореографию)
- 1951 — Анна Браун
- 1952 — не вручалась
- 1953 — Арне Хендриксен[норв.]
- 1954 — Вальдемар Йонсен[норв.]
- 1955 — Эрнульф Гульбрансен
- 1956 — Роберт Левин[норв.]
- 1957 — Хор норвежских солистов[норв.]
- 1958 — Альф Андерсен
- 1959 — Ингрид Бьюнер[норв.]
- 1960 — Рагнар Ульфунг[норв.]
- 1961 — Хенни Мюрер[норв.] (за хореографию)
- 1962 — не вручалась
- 1963 — Кари Фриселль[норв.]
- 1964 — Хьелль Беккелунн (отказался от премии)
- 1965 — Арвид Фладму[норв.]
- 1966 — Бьярне Ларсен[норв.]
- 1967 — Ева Кнардаль
- 1968 — Арве Теллефсен[норв.]
- 1969 — Роберт Рьефлинг
- 1970 — Биргитте Гримстад[норв.]
- 1971 — Эдит Таллауг[норв.]
- 1972 — Финн Людт[норв.]
- 1973 — Йенс Харальд Братли[норв.]
- 1974 — Эйнар Стеен Нёклеберг[норв.]
- 1975 — Весса Хансен[норв.]
- 1976 — Норвежский духовой квинтет
- 1977 — Эльсе Дели[норв.]
- 1978 — Окко Каму[норв.]
- 1979 — Терье Тённесен
- 1980 — Оге Квальбейн[норв.]
- 1981 — Кнут Скрам[норв.]
- 1982 — Марис Янсонс
- 1983 — Трульс Мёрк
- 1984 — Ословское трио[норв.]
- 1985 — Анне Йеванг[норв.]
- 1986 — Ларс Андерс Томтер[норв.]
- 1987 — Лейф Уве Андснес
- 1988 — Хокон Эустбё
- 1989 — Сульвейг Кринглеботн[норв.]
- 1990 — Терье Квам[норв.]
- 1991 — Элизабет Норберг-Шульц[норв.]
- 1992 — Оле Кристиан Руд[норв.]
- 1993 — Трио имени Грига
- 1994 — Ариль Хеллеланн[норв.]
- 1995 — Струнный квартет «Вертаво»[норв.]
- 1996 — Стейн Винге[норв.]
- 1997 — Ранди Стене[норв.]
- 1998 — Кристиан Эгген[норв.]
- 1999 — Струнный квартет Осло[норв.]
- 2000 — Халгейр Скиагер[норв.]
- 2001 — Петер Херрестал[норв.]
- 2002 — Туриль Карлсен[норв.]
- 2003 — Рольф Лислеванн[норв.]
- 2004 — Хеннинг Краггерюд[норв.]
- 2005 — Рольф Гупта
- 2006 — Терье Стенсвольд[норв.]
- 2007 — Стефан Херхейм[норв.]
- 2008 — не вручалась
- 2009 — Грете Педерсен[норв.]
- 2010 — Трульс Мёрк и Ховард Гимсе[англ.]

## Художественная премия
Художественная премия Ассоциации норвежских критиков была учреждена в октябре 2008 года. Её могут получить художники, группы или организации за достижения в течение прошедшего года; вручение премии происходит в марте следующего года. Кандидаты определяются на основе заявок от членов Художественного отдела Ассоциации, а финалиста определяет жюри, состоящее из членов рабочей комиссии отдела. Статут премии допускает возможность награждения иностранных художников, если они являются резидентами Норвегии.

### Лауреаты художественной премии[12]
- 2008 — Бергенский кунстхалле
- 2009 — Майкл Элмгрин и Ингар Драгсет
- 2010 — Культурный центр Хени Унстад